# Дзисдаракис
Дзисдаракис (Цистараки, греч. Τζαμί Τζισδαράκη ή Τζισταράκη , Джиздерие, тур. Cizderiye Camii) — бывшая мечеть в Афинах, столице Греции. Расположена в центре старого города, в туристической пешеходной зоне района Плака, на площади Монастираки, на углу улиц Ифесту (Гефеста, Οδός Ηφαίστου) и Ареос (Οδός Άρεως), в 100 м от мечети Фетхие-джами, напротив станции метро «Монастираки». Имеет восьмиугольный купол. Построена турками в 1759 году в период османского владычества в районе римской агоры. Большая часть памятника исламской архитектуры закрыта, в светлом купольном зале до 2014 года была размещена коллекция керамики Василиоса Кириазопулоса из Музея греческого народного творчества. В 2014 году в связи с подготовкой к размещению музея на улицах Адриану-Ареос-Кладу и Врисакиу в Плаке здание было закрыто для посещения.

## История
Являлась пятой по счёту мечетью в Афинах. В 1759 году для строительства турецкий губернатор Афин Мустафа-ага Дзисдаракис (тур. Cizderiyeli Mustafa Ağa, греч. Μουσταφά Αγά Τζισταράκη) пережёг на известь одну из колонн храма Зевса Олимпийского. По другой версии это была колонна Библиотеки Адриана. Афиняне пожаловались султану Мустафе III и год спустя он прогнал с должности наместника. Поступок губернатора посчитали святотатством, обрушившим на него проклятие: это событие связали с эпидемией чумы в следующем году.
Мечеть была известна также под названиями Синдривани (греч. Τζαμί του Κάτω Σιντριβανιού от συντριβάνι — «фонтан») или Джами «ту-Пазару» (Τζαμί του Κάτω Παζαριού от παζάρι — «базар») из-за близости к древней Агоре.
Во время Греческой революции 1821—1829 гг. здесь проводились совещания городских властей. После обретения Грецией независимости здание использовали по-разному: в марте 1834 года здесь устраивали танцы в честь короля Оттона I, а затем использовали как казарму, тюрьму и склад.
В 1915 году здание было частично перестроено под руководством архитектора Анастасиоса Орландоса и с 1918 года использовалось для размещения Музея греческих ремёсел (переименованного в 1959 году в Музей греческого народного творчества) до 1973 года. В 1973 году музей переехал в новое здание. С 1975 года в здании хранится коллекция современной греческой керамики, состоящая из предметов начала XX века, пожертвованная Василиосом Кириазопулосом (греч. Βασίλειος Κυριαζόπουλος, 1903—1991), профессором метеорологии и климатологии Университета Аристотеля в Салониках в 1942—1968 гг.
В октябре 1965 года по решению правительства Стефаноса Стефанопулоса здание было перестроено и была возобновлена деятельность мечети для джума-намаза (пятничной молитвы) 22 октября изгнанного короля Саудовской Аравии Сауда.
В 1981 году здание было повреждено землетрясением и открыто для посещения вновь в 1991 году.
В рамках реализации поэтапно в 2007—2013 гг. и 2014—2020 гг. проекта «Реставрация комплекса зданий Министерства культуры на улицах Адриану-Ареос-Кладу и Врисакиу в Плаке для размещения Музея современной греческой культуры» в 2014 году здание было закрыто для посещения. После открытия музея здание станет его частью.